# 마누카우시티

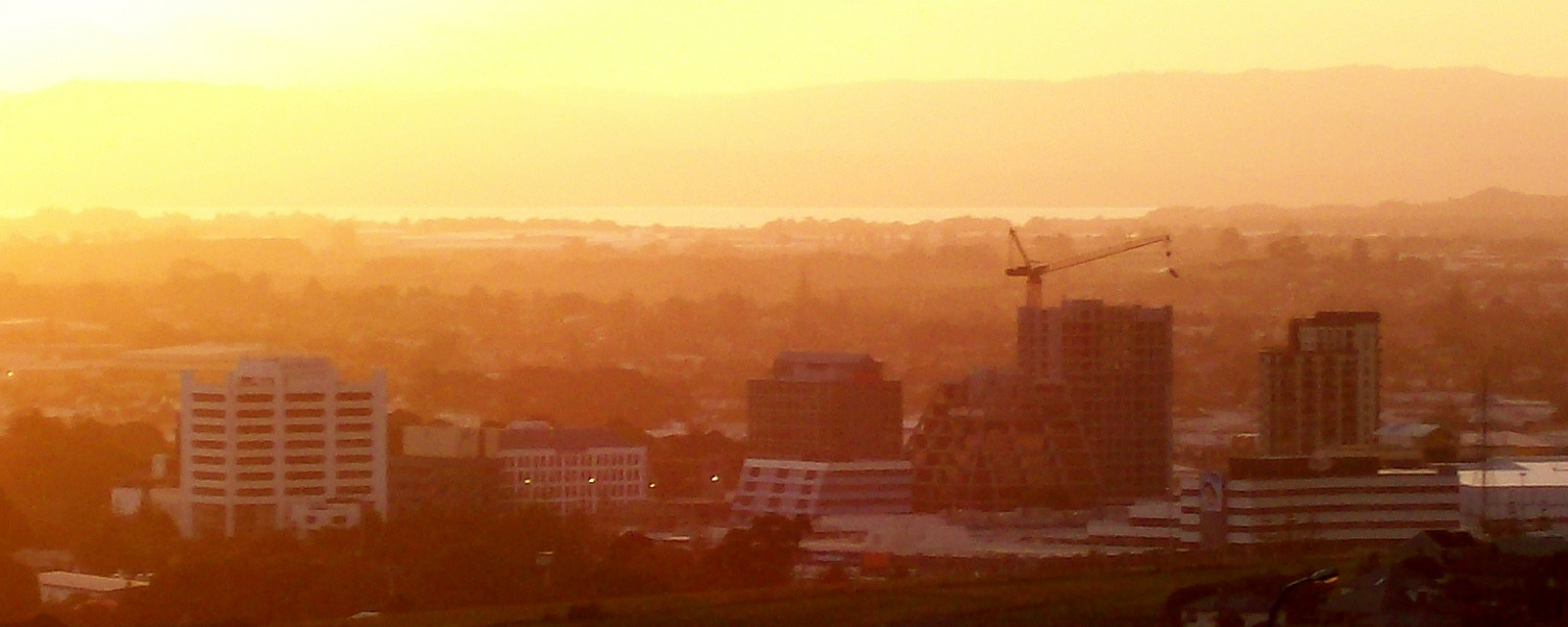
스카이라인

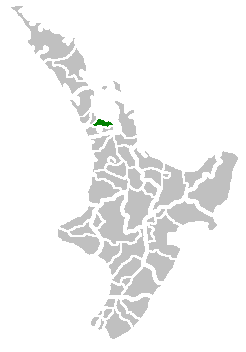
마누카우 시티의 위치

마누카우 시티(영어: Manukau City)는 뉴질랜드의 오클랜드 지방에 있는 도시이다. 대체로 줄여서 마누카우라고 불린다.
인구는 2008년 기준 362,000명이고, 면적은 683 km2이다. 2010년 오클랜드 지방이 하나의 시로 통합되면서 오클랜드 시로 편입되었다.

## 행정 구역
다음 7개의 구로 나뉘어 있다:
- 보타니-클레베돈 (Botany-Clebedon)
- 호윅 (Howick)
- 망게레 (Mangere)
- 마누레와 (Manurewa)
- 오타라 (Otara)
- 파쿠랑아 (Pakuranga)
- 파파토에토에 (Papatoetoe)

망게레, 오타라 같은 구역에는 사모아, 통가, 피지, 쿡 제도 등 남태평양 도서민들이 많이 살고 있다.

## 경제
마누카우 시의 중심가는 소매, 상업, 자치행정의 부지이며, 다운타운 오클랜드로부터 19 킬로미터, 해밀턴의 북서쪽으로 109 킬로미터, 파파토에토에와 마누레와의 외곽들 사이에 위치한 1번 고속도로의 서쪽에 자리잡고 있다.

## 교통
북섬의 화물 열차 철도가 지나고 있고, 오클랜드 국제공항이 있다.
1965년 마누카우 군과 마누웨라 읍을 합병하여 도시가 설립될 때까지, 수많은 지역이 교통 항로와 고립된 산업 지대에 발전의 좁고 긴 땅과 함께한 시골에 지나지 않았다.  비교적으로 값이 싼 땅의 큰 확장과 주택 개발의 오클랜드 지역 최남단에 급속히 늘면서, 인구가 12년 안에 146,000명으로 늘어났다.